# Belo Kapolka
Belo Kapolka (22. dubna 1935, Hostie – 18. dubna 1994, Vysoké Tatry) byl slovenský spisovatel, chatař, nosič a horolezec působící ve Vysokých Tatrách.
Pocházel z učitelské rodiny a vzdělání získával v Brně na Vojenské akademii. Vystřídal mnoho zaměstnání. Nosič, lyžař, člen Horské služby, chatař, ale především spisovatel. Tragicky zahynul na Hrebienku, když si při dosednutí v autě prostřelil tepnu ve slabinách devítkou, kterou měl za opaskem.

## Tvorba
První literární díla začal uveřejňovat již na počátku 60. let 20. století, knižně v roce 1967 sbírkou povídek Kanadské smrky. Věnoval se psaní zejména krátkých prozaických útvarů (beletrizované reportáže, úvahový rysy, povídky), přičemž čerpal z prostředí Vysokých Tater, v nichž roky žil. Kromě popisů tatranské přírody se zabýval i ztvárněním života lidí, kteří se v horách pohybovali, zdůrazňoval potřebu domova a rodinné harmonie. Jeho díla měla poutavé dějové zápletky i rozuzlení a nepostrádala dramatičnost, snažil se o demolici mýtů o horských nosičích, ale také se vyjadřoval k problematice turistiky, zimních sportů a problémům tatranského regionu.
Nevyhýbal se ani vztahům a konfliktům mezi rodiči a dětmi, zobrazování světa dětí a mladých lidí, jejich problémům a specifikám, které na ně klade život v horském prostředí.

## Dílo

### Díla pro dospělé
- 1967 – Kanadské smreky
- 1999 – Strecha
- 1975 – Chodníky bez značiek
- 1971 – Sivá hmla kryje sýteho sysľa
- 1936 – Aby nám neodišlo srdce
- 1991 – Kapolkov chodník, soubor nepublikovaných esejí a úvah (vyšlo posmrtně, sestavili Drahoslav Machala a Dušan Mikolaj)

### Díla pro děti a mládež
- 1984 – Mesiac nad Prostredným hrotom (zfilmováno jako šestidílný televizní seriál "Chlapec a pes" (1989, režisér Ľubomír Fifík))